# Ternand
Ternand est une commune française, située dans le département du Rhône en région Auvergne-Rhône-Alpes.

## Géographie
Au sud du Beaujolais, la commune de Ternand s'étale de part et d'autre de la vallée de l'Azergues, englobant à l'ouest les pentes boisées du mont Chatard (alt 696 m) et à l'est quelques collines viticoles du Beaujolais.

### Climat
Pour des articles plus généraux, voir Climat d'Auvergne-Rhône-Alpes et Climat du Rhône.
En 2010, le climat de la commune est de type climat océanique dégradé des plaines du Centre et du Nord, selon une étude du Centre national de la recherche scientifique s'appuyant sur une série de données couvrant la période 1971-2000. En 2020, Météo-France publie une typologie des climats de la France métropolitaine dans laquelle la commune est exposée à un climat de montagne ou de marges de montagne et est dans la région climatique  Nord-est du Massif Central, caractérisée par une pluviométrie annuelle de 800 à 1 200 mm, bien répartie dans l’année. 
Pour la période 1971-2000, la température annuelle moyenne est de 11 °C, avec une amplitude thermique annuelle de 17,5 °C. Le cumul annuel moyen de précipitations est de 811 mm, avec 9,7 jours de précipitations en janvier et 6,7 jours en juillet. Pour la période 1991-2020, la température moyenne annuelle observée sur la station météorologique de Météo-France la plus proche, « Le Breuil », sur la commune du Breuil à 7 km à vol d'oiseau, est de 11,6 °C et le cumul annuel moyen de précipitations est de 749,8 mm,. Pour l'avenir, les paramètres climatiques de la commune estimés pour 2050 selon différents scénarios d'émission de gaz à effet de serre sont consultables sur un site dédié publié par Météo-France en novembre 2022.

## Urbanisme

### Typologie
Au 1er janvier 2024, Ternand est catégorisée commune rurale à habitat dispersé, selon la nouvelle grille communale de densité à sept niveaux définie par l'Insee en 2022.
Elle est située hors unité urbaine. Par ailleurs la commune fait partie de l'aire d'attraction de Lyon, dont elle est une commune de la couronne,. Cette aire, qui regroupe 397 communes, est catégorisée dans les aires de 700 000 habitants ou plus (hors Paris),.

### Occupation des sols
L'occupation des sols de la commune, telle qu'elle ressort de la base de données européenne d’occupation biophysique des sols Corine Land Cover (CLC), est marquée par l'importance des territoires agricoles (59,5 % en 2018), une proportion sensiblement équivalente à celle de 1990 (59,8 %). La répartition détaillée en 2018 est la suivante : 
forêts (36,9 %), cultures permanentes (35,1 %), prairies (19,2 %), zones agricoles hétérogènes (5,2 %), zones urbanisées (3,5 %). L'évolution de l’occupation des sols de la commune et de ses infrastructures peut être observée sur les différentes représentations cartographiques du territoire : la carte de Cassini (XVIIIe siècle), la carte d'état-major (1820-1866) et les cartes ou photos aériennes de l'IGN pour la période actuelle (1950 à aujourd'hui).

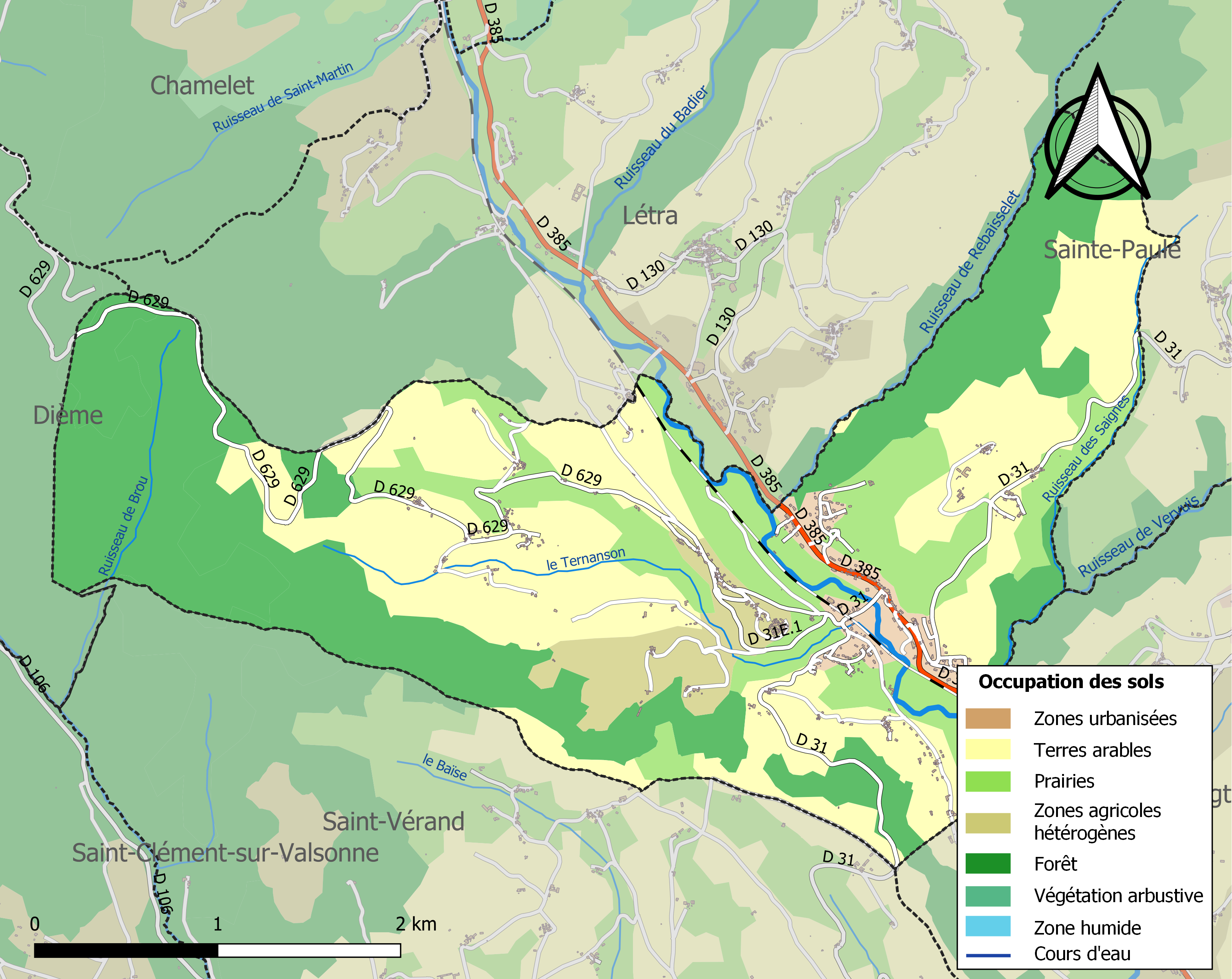
Carte des infrastructures et de l'occupation des sols de la commune en 2018 (CLC).

## Toponymie
Ternand signifie « trois ruisseaux » et fait référence aux trois ruisseaux passant dans la commune[réf. nécessaire].

## Histoire

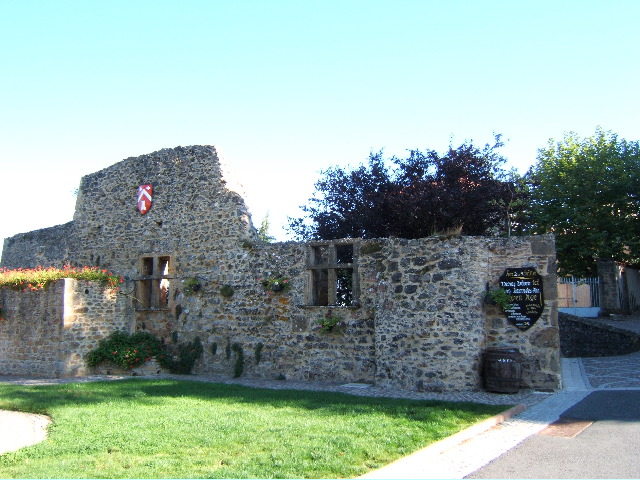
Vue du château à l'entrée du village.

Le promontoire rocheux barrant la vallée de l'Azergues a été occupé très tôt, probablement dès l'époque romaine.
Au XIIe siècle, Ternand devient propriété des archevêques de Lyon qui en font une place forte.
En 1562, pendant les guerres de religion, les troupes huguenotes du baron des Adrets prennent le village et détruisent le château. Les archevêques s'installent alors de l'autre côté de l'Azergues, au château de Ronzière.
Au XIXe siècle, le ténor François Elleviou habite le domaine et devient maire de la commune.

## Politique et administration

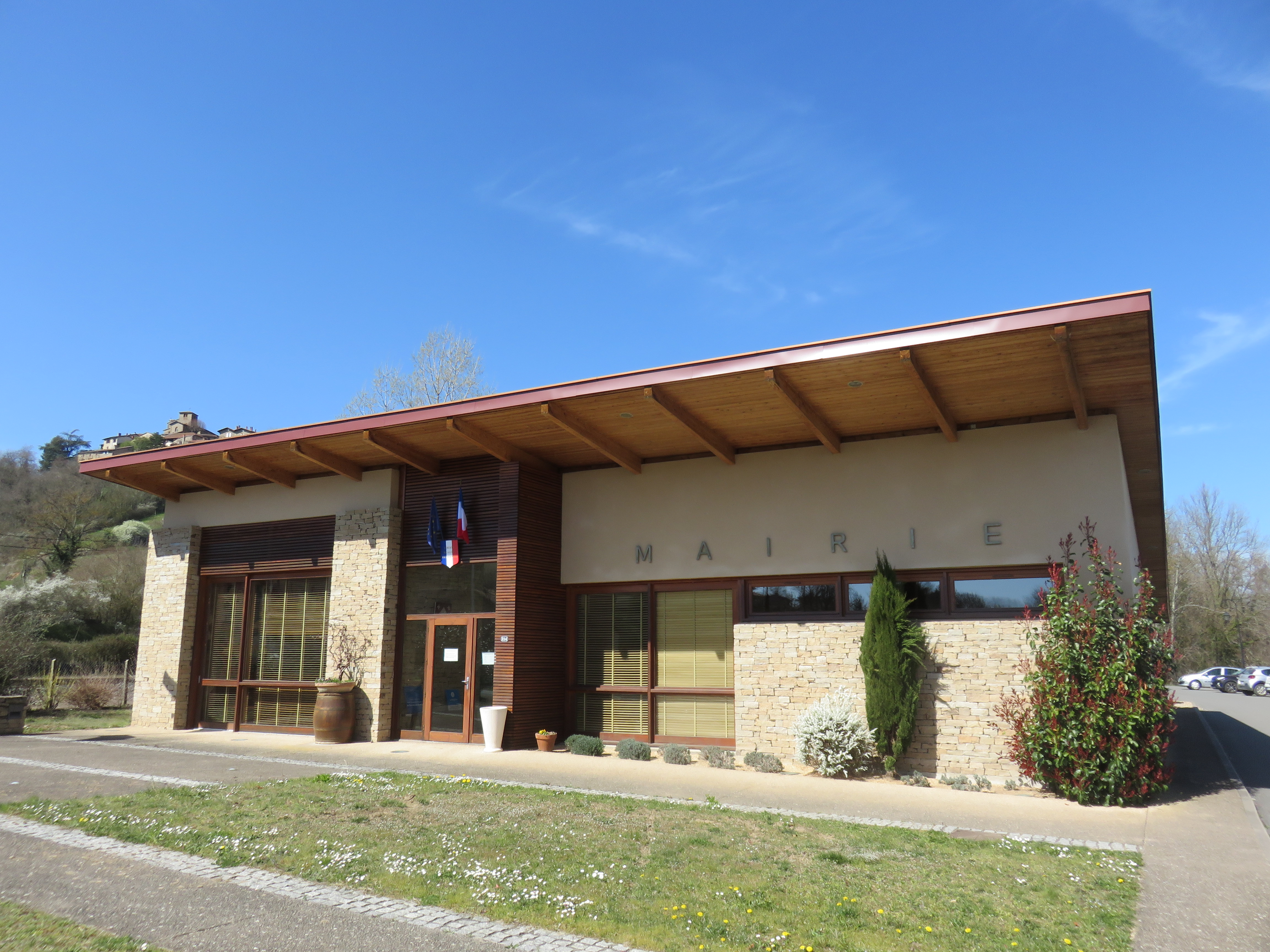
Mairie

| Période                                  | Période  | Identité         | Étiquette | Qualité |
| ---------------------------------------- | -------- | ---------------- | --------- | ------- |
| 2001                                     | 2014     | Régis Ballandras | DVD       |         |
| 2014                                     | En cours | Michèle Danguin  |           |         |
| Les données manquantes sont à compléter. |          |                  |           |         |

## Démographie
L'évolution du nombre d'habitants est connue à travers les recensements de la population effectués dans la commune depuis 1793. Pour les communes de moins de 10 000 habitants, une enquête de recensement portant sur toute la population est réalisée tous les cinq ans, les populations de référence des années intermédiaires étant quant à elles estimées par interpolation ou extrapolation. Pour la commune, le premier recensement exhaustif entrant dans le cadre du nouveau dispositif a été réalisé en 2004.

En 2022, la commune comptait 747 habitants, en évolution de +11,49 % par rapport à 2016 (Rhône : +3,93 %, France hors Mayotte : +2,11 %).
| 1793 | 1800 | 1806 | 1821 | 1831 | 1836 | 1841 | 1846 | 1851 |
| ---- | ---- | ---- | ---- | ---- | ---- | ---- | ---- | ---- |
| 522  | 553  | 598  | 583  | 712  | 697  | 677  | 727  | 728  |

| 1856 | 1861 | 1866 | 1872 | 1876 | 1881 | 1886 | 1891 | 1896 |
| ---- | ---- | ---- | ---- | ---- | ---- | ---- | ---- | ---- |
| 686  | 639  | 612  | 592  | 642  | 618  | 600  | 576  | 614  |

| 1901 | 1906 | 1911 | 1921 | 1926 | 1931 | 1936 | 1946 | 1954 |
| ---- | ---- | ---- | ---- | ---- | ---- | ---- | ---- | ---- |
| 600  | 609  | 624  | 469  | 484  | 447  | 438  | 409  | 366  |

| 1962 | 1968 | 1975 | 1982 | 1990 | 1999 | 2004 | 2006 | 2009 |
| ---- | ---- | ---- | ---- | ---- | ---- | ---- | ---- | ---- |
| 329  | 349  | 411  | 443  | 588  | 625  | 705  | 729  | 722  |

| 2014 | 2019 | 2022 | - | - | - | - | - | - |
| ---- | ---- | ---- | - | - | - | - | - | - |
| 689  | 710  | 747  | - | - | - | - | - | - |

## Culture locale et patrimoine

### Lieux et monuments
- Le village historique comprend les ruines du château du XIIe siècle et une église qui abrite des fresques de l'époque carolingienne. Le tracé du chemin de ronde permet de faire le tour du village et, du fait de sa position dominante, offre une jolie vue sur la vallée de l'Azergues et les pentes de part et d'autre.
- L'église de la Nativité-de-Saint-Jean-Baptiste de Ternand.

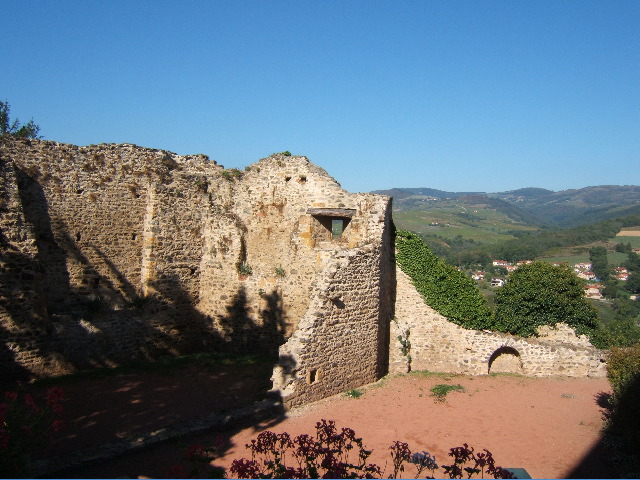
Les ruines du château.
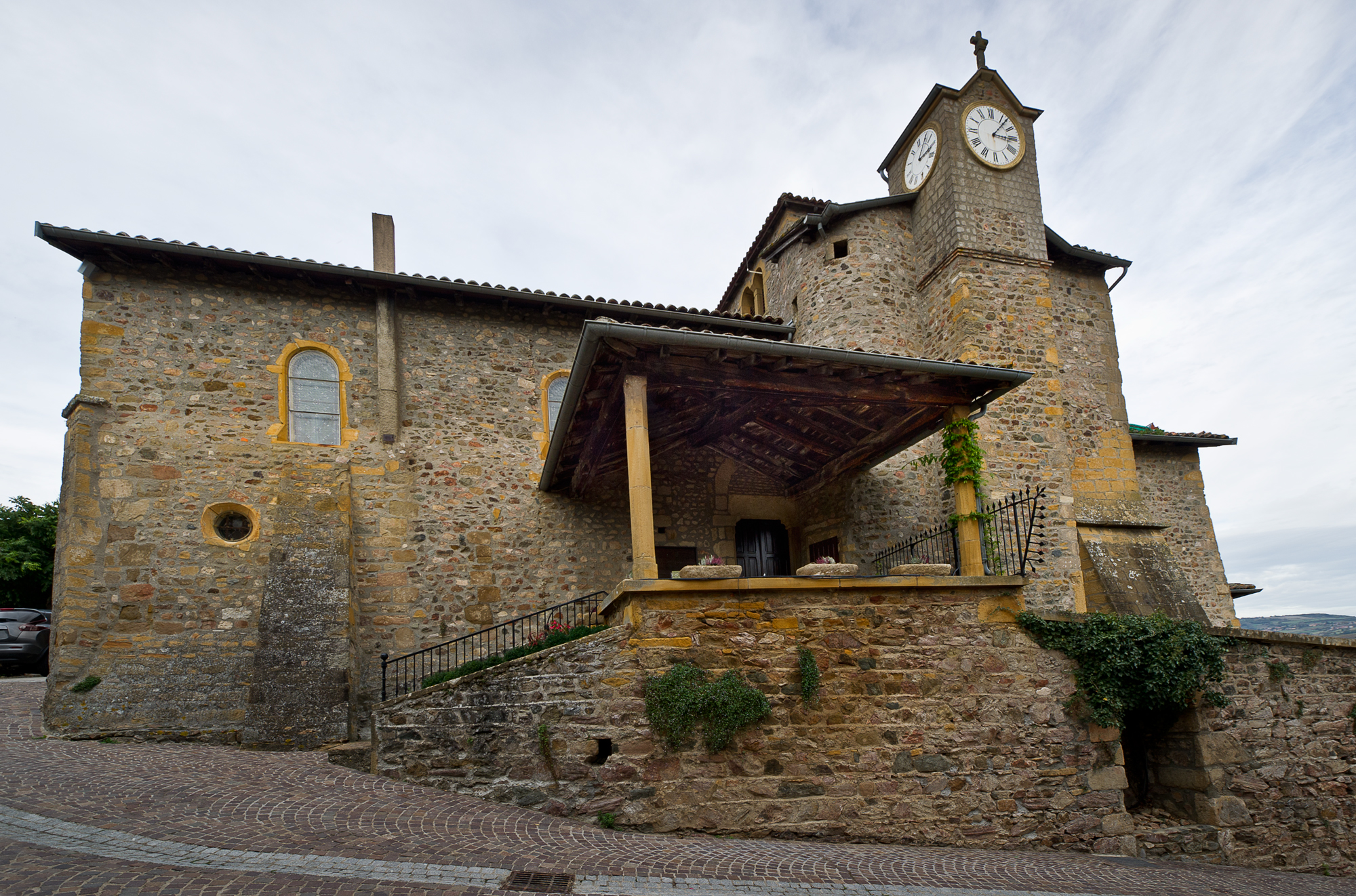
Église de la Nativité-de-Saint-Jean-Baptiste de Ternand.

### Tourisme
Le vilage est traversé par le Sentier de grande randonnée de pays Tour du Beaujolais des Pierres dorées.

### Espaces verts et fleurissement
En 2014, la commune de Ternand bénéficie du label « ville fleurie » avec « une fleur » attribuée par le Conseil national des villes et villages fleuris de France au concours des villes et villages fleuris.

### Personnalités liées à la commune
- Jean Ier de Bellesmes et Renaud II de Forez (mort en 1226), archevêques de Lyon
- Jean-Blaise Martin (1768-1837), chanteur lyrique, mort à Ternand.
- Jean Elleviou (1769-1842), chanteur et comédien, maire de Ternand.